# Zentrum für Baltische und Skandinavische Archäologie
Das Zentrum für Baltische und Skandinavische Archäologie (Abkürzung ZBSA) ist eine außeruniversitäre Forschungseinrichtung, die im September 2008 gegründet wurde und zur Stiftung Schleswig-Holsteinische Landesmuseen mit Sitz auf Schloss Gottorf in Schleswig gehört. Die Wissenschaftler des Zentrums befassen sich mit der archäologischen Forschung im Nord- und Ostseeraum sowie in Skandinavien. Schwerpunkte liegen dabei sowohl auf der Altsteinzeit (Paläolithikum) und der Mittelsteinzeit (Mesolithikum) als auch auf dem 1. nachchristlichen Jahrtausend (Römische Kaiserzeit, Völkerwanderungszeit, Frühmittelalter/Wikingerzeit). Weiterer fester Bestandteil des ZBSA ist die Abteilung Archäozoologie und Faunengeschichte (AZA). Die Forschungsthemen sind dabei in die Themenbereiche „Mensch und Artefakt“, „Mensch und Gesellschaft“ sowie „Mensch und Umwelt“ aufgeteilt.
Am 1. Januar 2024 wird das Zentrum für Baltische und Skandinavische Archäologie Teil des Leibniz-Zentrums für Archäologie (LEIZA) mit Hauptsitz in Mainz.

## Forschungsziele
Aufgabe des ZBSA ist es, durch archäologische, historische, naturwissenschaftliche und numismatische Forschungen im Baltikum, Skandinavien und im nordatlantischen Raum den Kenntnisstand über Archäologie und Geschichte Europas zu fördern. Im Besonderen wird die Bedeutung von Nord- und Ostsee als Kommunikationsraum in vor- und frühgeschichtlicher Zeit erforscht.
Daraus ergibt sich als weiterer Komplex die Frage nach der Transformation, nach den Veränderungen, deren Intensität und deren Dynamik für Zeitepochen, in denen schriftliche Überlieferungen fast ganz ausfallen und die Interpretation der archäologischen Quellen unabdingbar ist.

## Direktoren
- 2008–2022 Claus von Carnap-Bornheim
- seit 1. Januar 2023: Dieter Quast